# Rovaniemen Kiekko
Rovaniemen Kiekko (kurz RoKi) ist ein finnischer Eishockeyverein aus Rovaniemi, der 1979 gegründet wurde und seit 2015 wieder in der Mestis spielt. Ihre Heimspiele absolviert die Mannschaft in der Lappi-areena.

## Geschichte
Rovaniemen Kiekko wurde 1979 gegründet und war zunächst ein reiner Amateur- und Nachwuchsverein. In den 1990er Jahren erhöhten sich die Mitgliederzahlen und die erste Mannschaft des Vereins schaffte den Aufstieg in die II-divisioona. In dieser spielte der Verein mit wechselndem Erfolg. 2002 wurde der Spielbetrieb der Herrenmannschaft in eine Gesellschaft namens RoKi-79 Hockey Oy ausgelagert.
2009 stieg RoKi in die Mestis, die zweite finnische Spielklasse auf, erreichte in dieser jedoch nur den 12. Rang und stieg wieder in die Suomi-sarja ab. In der Saison 2011/12 zog RoKi als Gruppenzweiter in die Aufstiegsrunde zur Mestis ein, verpasste aber in dieser den Aufstieg.
2015 kehrte der Klub wieder in die Mestis zurück.

## Spieler

### Bekannte ehemalige Spieler
- Konstantin Astrachanzew
- Vesa-Matti Inkeröinen
- Ilari Sainio
- Antti Erkinjuntti

### Gesperrte Trikotnummern
- #17  Jani Mikkola

### Beste Scorer
Die folgenden Spieler gehören zu den besten Punktesammlern der Vereinsgeschichte.
| Name                    | Pos. | Spiele | Tore | Assists | Punkte |
| Ilari Sainio            | F    | 475    | 148  | 247     | 395    |
| Vesa-Matti Inkeröinen   | F    | 226    | 117  | 165     | 282    |
| Teemu Lahti             | F    | 171    | 87   | 114     | 201    |
| Jani Mikkola            | V    | 351    | 68   | 131     | 199    |
| Juho Joona              | F    | 281    | 79   | 112     | 191    |
| Matti Huhtamäki         | F    | 144    | 80   | 86      | 166    |
| Petri Lukkarila         | V    | 146    | 57   | 107     | 164    |
| Wiktor Loginow          | F    | 80     | 66   | 96      | 162    |
| Konstantin Astrachanzew | F    | 67     | 74   | 84      | 158    |
| Okko Reku               | F    | 84     | 68   | 89      | 157    |